# Polo-like-Kinasen
Polo-like-Kinasen (dt. „Polo-ähnliche Kinasen“, PLK) sind wichtige Regulatorenzyme des Zellzyklus der Eukaryoten und wurden erstmals 1993 bei der Taufliege beschrieben. Die PLK sind an der Bildung und Änderung der mitotischen Spindel und an der Aktivierung des CDK/Zyklin-Komplexes des Zellzyklus beteiligt.
PLK stellen eine Familie von evolutionär konservierten Serin-/Threoninkinasen dar, die das Voranschreiten des Zellzyklus fördern. Sie haben die Enzymnummer EC 2.7.11.21. Die meisten Spezies besitzen nur eine Form von PLK, beim Menschen sind PLK1 bis PLK5 bekannt.

## Struktur
Die Polo-like-Kinasen enthalten eine konservierte Kinasedomäne am N-Terminus, sowie eine katalytisch nicht aktive Polo-Box-Domäne in der Nähe des C-Terminus, welche aus ein oder zwei Polo-Box-Motiven besteht. 
Polo-Box-Dimere binden die Peptidsequenz Ser-(pSer-/pTyr)-(P/X), ermöglichen also Protein-Protein-Wechselwirkungen und kontrollieren so die Substratbindung sowie die Lokation der Kinase innerhalb der Zelle, beispielsweise durch die Bindung an mitotische Strukturen wie Zentrosom und Spindelapparat.
Die Polo-Box-Domäne ist ausschließlich innerhalb der PLK-Familie zu finden und kommt in keinem anderen Protein vor.

## Wirkung
PLK vermitteln den Übergang von der Phase G2 zur Phase M während des Zellzyklus, Aktivierung von CDC25 und mitotische Prozesse einschließlich Zentrosomenreifung, Bildung des Spindelapparates, Aktivierung des Anaphase-promoting complex (APC), Chromosomenwanderung und Aktinringbildung (Zytokinese).
Die PLK1 von Säugern ist an der Regulation von Hauptschritten der Zellteilung, DNS-Schadenreparatur, Apoptose und der Vorantreibung des Zellzyklus beteiligt.
Die PLK3 ist ein multifunktionelles Enzym zur Stressantwort in der Zelle. Es wird durch Signale nach DNS-Schaden oder/und Beschädigung der mitotischen Spindel aktiviert. Zu den Substraten gehören Chk2 und p53.

## Medizinische Forschung
Insbesondere PLK1 ist für die medizinische Forschung von großem Interesse, da in Tumoren häufig eine Überexpression dieser Kinase beobachtet werden kann und PLK1 aufgrund ihrer proliferativen Wirkung zum Tumorwachstum beiträgt. Auch eine Negativregulation von p53 durch PLK1 konnte beobachtet werden. PLK1-Überexpression setzt außerdem verschiedene mitotische Checkpoints außer Kraft, was die Genomstabilität gefährdet.
Wird in einem Tumor PLK1-Überexpression festgestellt, bedeutet dies eine schlechtere Prognose für den Patienten.
Die Inhibition von PLK1 kann entweder durch Inhibition der Kinasedomäne oder durch Inhibition der Polo-Box-Domäne erfolgen: Während die selektive Inhibition von Kinasedomänen aufgrund großer struktureller Ähnlichkeiten der aktiven Zentren nicht trivial ist, stellt die ausschließlich in PLK vorkommende Polo-Box-Domäne ein attraktives Alternativtarget dar.
Der nichtpeptidische, ATP-kompetitive Kinase-Inhibitor BI2536 befindet sich in der klinischen Phase zur Zulassung als Chemotherapeutikum. Beispiele für Inhibitoren der Polo-Box-Domäne sind Purpurogallin, Thymochinon und Poloxin. 
Klaus Strebhardt und Kollegen vom Universitätsklinikum Frankfurt/M. haben in RNAi-Experimenten mit Onkomäusen und Zellkulturen festgestellt, dass Krebszellen PLK zum Weiterleben unbedingt benötigen, gesunde Zellen hingegen nicht.